# 부회장
부회장(副會長, Vice-chairman)은 주식회사 등에서 회장에 다음가는 직위이다. 회장을 보좌하며 회장이 회장직을 수행할 수 없을 때에 회장의 직무를 대리한다. 대기업에서는 부회장이 그룹에 속한 어느 한 계열사의 대표이사를 겸하기도 한다.